# Episodi di This Is Us (quarta stagione)
La quarta stagione della serie televisiva This Is Us, composta da 18 episodi, è stata trasmessa negli Stati Uniti in prima visione assoluta dal canale NBC dal 24 settembre 2019 al 24 marzo 2020.
In Italia, la stagione è andata in onda in prima visione assoluta sul canale a pagamento Fox Life della piattaforma satellitare Sky dal 28 ottobre 2019 al 26 giugno 2020. La trasmissione in lingua italiana degli ultimi cinque episodi ha subito un ritardo a causa delle disposizioni di emergenza legate alla diffusione del coronavirus COVID-19, le quali hanno impedito temporaneamente il doppiaggio. Gli episodi sono stati comunque trasmessi dal 24 marzo al 21 aprile 2020 in lingua originale sottotitolati in italiano.
| n° | Titolo originale             | Titolo italiano                   | Prima TV USA      | Prima TV Italia  |
| -- | ---------------------------- | --------------------------------- | ----------------- | ---------------- |
| 1  | Strangers                    | Sconosciuti                       | 24 settembre 2019 | 28 ottobre 2019  |
| 2  | The Pool: Part Two           | La piscina: parte due             | 1º ottobre 2019   | 4 novembre 2019  |
| 3  | Unhinged                     | Niente segreti                    | 8 ottobre 2019    | 11 novembre 2019 |
| 4  | Flip a Coin                  | Lancia una moneta                 | 15 ottobre 2019   | 18 novembre 2019 |
| 5  | Storybook Love               | Storybook Love                    | 22 ottobre 2019   | 25 novembre 2019 |
| 6  | The Club                     | Il club                           | 29 ottobre 2019   | 2 dicembre 2019  |
| 7  | The Dinner and the Date      | La cena e l'appuntamento          | 5 novembre 2019   | 9 dicembre 2019  |
| 8  | Sorry                        | Mi dispiace                       | 12 novembre 2019  | 16 dicembre 2019 |
| 9  | So Long, Marianne            | So Long, Marianne                 | 19 novembre 2019  | 23 dicembre 2019 |
| 10 | Light and Shadows            | Luci e ombre                      | 14 gennaio 2020   | 25 febbraio 2020 |
| 11 | A Hell of a Week: Part One   | Una settimana infernale. 1ª parte | 21 gennaio 2020   | 3 marzo 2020     |
| 12 | A Hell of a Week: Part Two   | Una settimana infernale. 2ª parte | 28 gennaio 2020   | 10 marzo 2020    |
| 13 | A Hell of a Week: Part Three | Una settimana infernale. 3ª parte | 11 febbraio 2020  | 17 marzo 2020    |
| 14 | The Cabin                    | La baita                          | 18 febbraio 2020  | 19 giugno 2020   |
| 15 | Clouds                       | La terapia                        | 25 febbraio 2020  | 19 giugno 2020   |
| 16 | New York, New York, New York | New York, New York, New York      | 10 marzo 2020     | 26 giugno 2020   |
| 17 | After the Fire               | Dopo l'incendio                   | 17 marzo 2020     | 26 giugno 2020   |
| 18 | Strangers: Part Two          | Sconosciuti. 2ª parte             | 24 marzo 2020     | 26 giugno 2020   |

## Sconosciuti
L'episodio inizia con Jack e Rebecca che tornano dal loro viaggio a Los Angeles, e promettono di richiamarsi nei giorni successivi. Rebecca invita Jack a conoscere i suoi genitori al loro Country Club, ma per l'appuntamento Jack ha bisogno di una giacca e quando va a comprarla incontra per la prima volta Miguel. Alla cena, Rebecca mette in chiaro con i familiari di non parlare del Vietnam, ma appena sedutosi a Jack vengono fatte molte domande e commenti sul conflitto, mentre la madre di Rebecca gli chiede della sua situazione familiare, al che Jack ha bisogno di andarsene. Una volta tornato a tavola, parla a cuore aperto di come venga da una famiglia disfunzionale, di come abbia perso suo fratello in Vietnam, e di come è fermamente convinto di voler stare insieme a Rebecca. A cena finita parla in privato col padre di lei, ma quest'ultimo mette in chiaro di come non creda che Jack e Rebecca siano destinati a stare insieme.
Nel presente vediamo diversi personaggi: Cassie è una militare in missione in un villaggio per identificare un terrorista con l'aiuto di una dottoressa del luogo, dalla quale riesce a ottenere un'immagine in cambio di acqua e del permesso di soggiorno. I militari uccidono il criminale poco dopo, non impedendo che venga sostituito dai terroristi, e il villaggio viene raso al suolo lasciando in vita solo la dottoressa che ha aiutato Cassie e pochi altri. Cassie viene rimpatriata, ma lo stress post-traumatico la porta a bere troppo e litigare coi suoi familiari, dunque inizia ad andare ad un gruppo di sostegno per ex militari. Proprio mentre racconta la sua storia, la finestra viene sfondata da una sedia lanciata da Nicky, il fratello di Jack.
Malik è un ragazzo di 15 anni con una figlia, della quale si occupa con l'aiuto dei suoi genitori lavorando nell'officina del padre. Quest'ultimo gli fa promettere di pensare alla sua vita da adolescente, mentre lui e la madre daranno una mano con la bambina. Malik partecipa allora ad un barbecue, dove conosce Deja, la figlia di Randall.
Un ragazzo cieco entra in un diner, dove inizia a parlare con Lucy, una delle cameriere. Le racconta di essere un musicista in erba e i due iniziano una relazione. Quando torna a casa compone una canzone, e qualche anno dopo il ragazzo propone a Lucy di sposarlo. Il ragazzo è in realtà Jack, il figlio di Kate e Toby, che essendo nato prematuro è gravemente ipovedente, ma comunque riesce a cantare la sua canzone davanti a un folto pubblico.

## La piscina: parte due
Nel passato, Jack e Rebecca portano i bambini in piscina per l'ultimo giorno di vacanze estive prima della seconda media, anche se loro crescendo stanno iniziando a staccarsi dalle attività familiari. Kevin fa amicizia con alcuni ragazzi di colore e prende in giro Randall perché sta sempre sui libri, il che porta i due bambini a litigare. Kate viene presa in giro da alcune compagne di scuola facendola stare da sola con un ragazzo diverso da quello che le piace, ma noncurante delle loro opinioni lei gli dà un bacio. La famiglia termina l'ultimo giorno di vacanza pensando ai bei giorni in piscina da piccoli, quando erano più legati.
Nel presente, Randall e la sua famiglia stanno terminando il trasloco, mentre anche Tess e Deja crescendo stanno diventando più ribelli. Randall concede a Deja di andare a scuola in autobus invece di farsi accompagnare da lui, ma ha dei problemi ad accettare la cosa e viene rimproverato dalla ragazza dopo averla messa in imbarazzo. Tess invece cambia taglio di capelli per abituarsi al trasferimento a Philadelphia, e Beth si rende conto di come le sue bambine stiano crescendo in fretta. Kate e Toby sono alle prese con la crescita del piccolo Jack, e Toby confida a Rebecca che Kate sta mangiando troppo per lo stress mentre lui inizia ad andare in palestra regolarmente per lo stesso motivo. Kevin decide di lasciare temporaneamente la recitazione per aiutare Nicky a diventare sobrio, facendogli da sponsor. 

## Niente segreti
Nicky inizia ad andare in terapia al centro per Veterani, ma quando la sua dottoressa viene trasferita in un altro centro ha una ricaduta, e ubriacandosi lancia una sedia contro la finestra dell'edificio. Kevin arriva per aiutarlo, e al centro per veterani incontrano Cassie. Randall inizia la sua carriera politica e porta drastici cambiamenti al suo ufficio per essere più connesso coi suoi cittadini, arrivando a disdire un importante incontro con un collega consigliere per ascoltare i loro bisogni, ma i suoi collaboratori trovano strane le sue decisioni e lo giudicano un principiante che deve pensare più alla carriera politica e meno alla vita dei singoli cittadini. Quando gli viene fatto notare che dovrebbe licenziare Jae-Won, il suo direttore dello staff, Randall decide di difendere l'amico. Kate scopre che Toby ha iniziato ad andare in palestra perdendo molto peso, e si sente in colpa per questo visto che al contrario lei per alleviare lo stress sta mangiando più del solito. Questo la porta a fare amicizia col nuovo vicino di casa. Deja inizia a vedersi con Malik, e lui per sincerità le rivela di avere una figlia, mentre Tess ha ancora difficoltà a capire sé stessa e parlarne coi genitori.
Nel passato, Randall inizia la scuola prima dei fratelli, e per fare colpo sul nuovo professore contravviene al regolamento sull'abbigliamento e prende una nota. Preso da un attacco di panico chiama a casa, e Kevin va ad aiutarlo a calmarsi. Nel frattempo Jack fa un errore molto grave al lavoro, e dopo averlo confessato al suo capo rischia il licenziamento,  ma viene salvato grazie a Miguel che gli permette di tenere il suo posto di lavoro.

## Lancia una moneta
Nel passato, Rebecca va a trovare Randall al college e insieme incontrano anche Beth e sua madre. Quando i due ragazzi vanno a lezione le due madri si confidano avendo entrambe perso da poco il marito, e Rebecca capisce di aver bisogno di un nuovo lavoro per aiutare i suoi figli. Kate va a comprare dei nuovi dischi per rimpiazzare quelli persi nell'incendio, e al negozio il commesso le offre un lavoro lì. Tornata a casa con la madre ricevono una telefonata di Kevin, che sta iniziando la sua carriera di attore a New York, e il ragazzo rivela loro di aver sposato Sophie.
Kevin riceve la notizia che hanno cancellato "il Tato", la serie che lo ha reso famoso, e passa tutta la giornata immerso nei ricordi della serie. In particolare ricorda assieme a Cassie e Nicky di come lui non volesse far parte di quella sit-com o fare l'attore, ma poi per puro caso quella serie che gli sembrava così stupida gli ha cambiato la vita. A fine giornata Kevin compra una roulotte e si trasferisce per stare più vicino a suo zio Nicky. Beth insieme alla famiglia e sua madre sta per aprire la sua scuola di danza, ma il giorno dell'apertura per via del cattivo odore l'evento viene spostato all'aperto; intanto Randall scopre che Malik, il ragazzo con cui esce Deja, ha una figlia. Kate e Toby portano il piccolo Jack ad un incontro con una maestra di musica per neonati, ma i troppi stimoli fanno piangere continuamente il bambino. I due neogenitori decidono allora di portarlo al mare, dove riescono a farlo calmare insieme.

## Il Libro dell'amore
Rebecca tiene una cena per festeggiare il matrimonio di Kevin e Sophie, a cui vengono invitati anche la giovane Beth e Miguel. Kate è molto scettica riguardo alle nozze del fratello, e durante tutta la cena il clima è molto teso. Arriva all'improvviso anche il nuovo ragazzo di Kate, mettendola un po' in imbarazzo, e Rebecca brucia una delle portate costringendoli ad ordinare delle pizze. A fine serata Rebecca ricorda di come la sua prima cena con Jack nella loro prima casa finì allo stesso modo, e questa storia aiuta la famiglia allargata a legare.
Randall deve nuovamente dare buca al consigliere per aiutare Tess, che ha avuto un attacco di panico a scuola. Questo preoccupa molto Randall, che ha paura di aver fatto ereditare la sua ansia alla figlia, ma colpisce ancora di più Beth, la quale dopo l'attacco di panico di Randall in ufficio avvenuto qualche anno prima aveva scoperto che anche William soffriva di ansia, e che anche lui temeva di averla passata al figlio. William insegna a Beth come aiutare Tess e Randall, e la ragazza rivela alla famiglia di come non sia riuscita a fare coming out a scuola; a fine giornata Randall rifiuta l'aiuto di una terapista propostogli da Beth. Kevin va con Nicky ad una partita di hockey per veterani, a cui assistono anche il marito e il figlio di Cassie. Nicky torna a casa per lo stress dato dai forti rumori, e Kevin riaccompagna Cassie a casa perché il marito è a disagio, ma quest'ultimo capisce di amare ancora la moglie. Quando Kevin torna a casa, trova Nicky ancora sobrio che si apre con lui riguardo la sua infanzia con Jack e i due trascorrono un bel momento assieme. Kate riceve in regalo dalla madre il pianoforte della sua vecchia casa, e ci ritrova le foto della cena raccontata nell'episodio. 

## Il club
Randall lega molto con il suo professore, il sig. Lawrence, che lo illustra alla cultura afroamericana in quanto il bambino è l'unico studente di colore della sua classe. Jack nota il rapporto tra i due e si ingelosisce, dunque quando Randall gli parla di Tiger Woods Jack decide di portare il figlio al Country Club per imparare a giocare a golf. Questo riporta alla mente di Jack un ricordo dei primi tempi quando usciva con Rebecca, in cui il padre della ragazza lo porta a giocare a golf mettendo pressione su Jack riguardo al suo futuro e al suo lavoro, ribadendo che non lo ritiene adatto a sua figlia. Jack inizia a bere mentre gioca, e una volta tornato deve farsi riaccompagnare a casa da Rebecca. Randall cerca di spiegare come si sente al padre, del fatto che Jack dia troppo per scontato il fatto che lui sia nero, dunque Jack invita a cena il sig. Lawrence. Anche nel presente Randall va a giocare a golf, stavolta per ricucire il rapporto col consigliere che ha dovuto ignorare nell'ultimo periodo. Inizialmente sminuito per le sue abilità di golfista, viene poi aiutato proprio dal consigliere sul quale fa colpo e con cui ottiene un nuovo incontro. In realtà Randall è molto abile a golf, ma tramite un insegnamento del padre aveva fatto abbassare le aspettative dei colleghi per ottenere ciò che voleva.
Kevin va in palestra e incontra Cassie, e rivela di pensare ancora a Zoe e al fatto che non sia riuscito ad avere una famiglia. Dopo un'uscita serale torna alla roulotte e trova Cassie, alla quale Kevin aveva consigliato di riavvicinarsi alla famiglia, e i due si baciano ed hanno un rapporto sessuale. Kate e Toby accumulano tensione perché non hanno un rapporto dalla gravidanza di Jack, dunque lasciano il bambino da Rebecca e Miguel per poter passare una notte in hotel, ma la cosa non funziona e Kate ha paura che sia per la differenza di peso tra lei e Toby, che è dimagrito. Il marito le spiega che così facendo ha involontariamente reso più teso Toby, e i due riescono a chiarirsi.

## La cena e l'appuntamento
I Pearson si preparano alla cena col sig. Lawrence e sua moglie, ma durante la cena Jack si sente a disagio per via del legame tra Randall e il professore. Grazie a Rebecca capisce che non può costringere il figlio a scegliere tra la sua sete di conoscenza per la sua cultura e la sua vera famiglia, dunque Jack parla col professore, che gli regala una copia di "The weary Blues" di Langston Hughes per aiutarlo a legare di più con Randall.
Nel presente Deja e Malik marinano la scuola così che il ragazzo possa farle conoscere la città di Philadelphia. Grazie a lui Deja ricorda un episodio della sua infanzia in cui aveva visitato la città da piccola con la nonna e la madre, e i due si dichiarano i loro sentimenti. Quando Randall e Beth lo scoprono, invitano i genitori di Malik a casa per far conoscere le loro famiglie, ma in poco tempo i pregiudizi delle rispettive coppie si palesano e gli adulti litigano. Deja interrompe la discussione, scusandosi per aver marinato la scuola ma non per il fatto di provare qualcosa di sincero per Malik, in quanto lui sia il primo uomo insieme a Randall di cui sente di potersi fidare davvero. A fine serata Beth e Randall permettono a Deja di vedersi ancora con Malik, ma ribadiscono di voler conoscere meglio il ragazzo.

## Mi dispiace
Rebecca, alle prese con le spese della nuova casa, ha bisogno di trovare un lavoro e si fa aiutare da Randall. Il ragazzo al colloquio rivela al datore di come la madre si stia dando da fare per crescere tre figli da sola, e grazie al suo aiuto Rebecca ottiene il posto.
Il giorno dell'udienza di zio Nicky, Kevin si sente in colpa perché pensa di aver rovinato il matrimonio di Cassidy, perciò va in un bar e provoca una rissa. Viene ritrovato da Nicky e Cassie, e preparandosi per l'udienza rivede suo padre in suo zio, e viene perdonato da Cassie in quanto anche la donna ha scelto di passare la notte con lui. In tribunale, Nicky non si pente di aver lanciato la sedia, perché quell'errore ha riportato suo nipote nella sua vita e gli ha permesso di tornare sobrio, ed ottiene di poter continuare la riabilitazione. Con l'aiuto di Kevin e Nicky, Cassie trova il coraggio di tornare dalla sua famiglia.
Beth scopre da Malik che Deja vuole rivedere sua madre Shawna, e che si sente trascurata dato che nell'ultimo periodo sia Randall che Beth si sono concentrati sul realizzare i loro sogni, dunque Deja chiede alla madre adottiva di invitare Shawna al Ringraziamento. Randall e Rebecca passano la giornata insieme, e la donna ha delle lievi perdite di memoria che fanno preoccupare il figlio. Quando lui gliene parla a fine giornata proponendole di vedere un dottore, Rebecca si sente attaccata e rifiuta freddamente. 
Kate e Toby stanno provando a far mangiare cibi soldi al piccolo Jack senza successo, e mentre lui è in palestra Kate va a trovare il vicino Gregory per la loro passeggiata. Proprio in questa occasione Jack mangia un avocado per la prima volta, ma dato che Toby si è perso i primi traguardi di suo figlio per allenarsi Kate finge che l'evento accada per la prima volta a casa, al suo ritorno.

## So Long, Marianne
Due giovani Nicky e Jack decidono di passare l'ultimo Ringraziamento prima dell'arruolamento fuori casa, lontano dai parenti violenti. In un locale, Nicky vince molti soldi indovinando il risultato di una partita di football, e i due fratelli spendono i soldi in un ristorante mangiando gamberi.
A casa Pearson ci si prepara per il primo Ringraziamento a Philadelphia. Shawna arriva per stare con la figlia, creando disagio in Beth. Rebecca va a vedere un film per non dover discutere con Randall riguardo alle sue perdite di memoria, mentre Kevin invita lo zio Nicky alla cena con tutta la famiglia. Randall va con lo zio e la piccola Annie alla sua vecchia casa nel New Jersey per recuperare un vecchio scatolone con dentro il cappello tradizionale di suo padre, e tornando a casa ascolta insieme a Nicky "So long, Marianne" di Leonard Cohen. Racconta di come Jack considerasse quella canzone una poesia e ne conoscesse il significato a memoria, cosa che in realtà era stato proprio Nicky ad insegnare al fratello. 
Mentre Kevin aiuta Tess a fare coming out sui social, Kate rivela a Beth di non gradire il fatto che Toby faccia tanta palestra, mentre Beth le confida di come vorrebbe che Shawna non stia bene, visto quanto Deja sia ancora legata a sua madre. La ragazza comunque ha un momento di tristezza, dovuto proprio al fatto che Shawna non stava così bene quando Deja era a casa con lei, e riesce a calmarsi proprio grazie a Beth. Rebecca una volta uscita di casa si perde per la città, lasciando il telefono in un alimentari e rendendosi conto per la prima volta dei suoi problemi di memoria; viene riportata a casa dalle forze dell'ordine. Kevin dice che entro i 40 anni vuole mettere su famiglia. Nicky crea una nuova tradizione del Ringraziamento Pearson, dedicandola al fratello, e viene mostrato nel futuro Jack, il figlio di Kate e Toby, rispettare questa tradizione con Lucy mentre aspetta i parenti per la cena.
A fine episodio viene rivelato come Rebecca sia in realtà andata a vedere davvero il film in autonomia, ma anche che si sia resa conto di aver bisogno di un dottore e chiede aiuto a Randall una volta tornata a casa per cena. Tutta la sua sequenza nell'episodio, infatti, termina con gli agenti che non la riportano a casa per il Ringraziamento a casa di Randall ma alla baita in montagna, dove Kevin, Kate e Miguel la aspettavano per festeggiare i 40 anni dei gemelli, al quale partecipa anche la "fidanzata" di Kevin. Quando Rebecca chiede dove sia Randall, Kevin le ricorda che la famiglia ha litigato con l'uomo e ormai non si parlano praticamente più.

## Luci e Ombre
Nel passato, dopo la giornata al Country Club, Jack si convince di non meritare Rebecca, come gli ha detto suo padre, e la lascia. La ragazza è distrutta e sua madre le rivela che il padre ha messo pressioni sull'ex fidanzato per via delle sue condizioni economiche, e Rebecca decide di andare contro il volere di suo padre. I due si vedono quella sera, e si dicono di amarsi per la prima volta.
Nel presente dopo il Ringraziamento Kate scopre che Toby parla con una ragazza della palestra e si ingelosisce, ma il marito la rassicura. Nei mesi successivi Kevin è in cerca dell'amore, Randall trova una neurologa che possa aiutare Rebecca, e Kate organizza una festa di compleanno a sorpresa per Toby con gli amici del cross-fit. Alla festa Kate scopre che il marito ha in realtà cambiato palestra da un paio di settimane senza dirle nulla, e lo affronta dicendogli che lui non vuole stare a casa con lei e il bambino. Toby le confessa che mentre lei ama incondizionatamente il figlio, lui quando guarda Jack prova tristezza perché non riuscirà mai a vederlo, e ha paura che stare con lui lo faccia tornare a soffrire di depressione. Jack riesce quella sera a percepire le luci, e Toby ha un primo momento di gioia con suo figlio.
Kevin incontra una ragazza e cerca di avere una storia d'amore perfetta come quella dei suoi genitori, ma la ragazza non gli dice di essere sposata. La sera riceve una telefonata da parte di Sophie. Randall va a Los Angeles per assistere Rebecca con la visita neurologica, e discute con Miguel sul come gestire la cosa, mentre Rebecca ha paura di scordarsi i bei momenti con i figli e Jack. Il test rivela in Rebecca dei problemi cognitivi, e Randall e Miguel si riavvicinano per stare uniti in aiuto della donna. Quando Randall torna a Philadelphia a notte fonda, sorprende un ladro in casa sua.

## Una settimana infernale. 1ª parte
Randall da giovane inizia ad avere incubi e attacchi d'ansia da quando Jack muore, e mentre si trova al college spesso torna a casa per aiutare sua madre a occuparsi della casa. Il ragazzo ne parla con Beth, che per aiutarlo gli propone di andare ad un incontro di un gruppo per affrontare il lutto, ma per un'emergenza Randall è costretto a tornare dalla famiglia per aiutare Kate, che si trova alla baita in montagna.
Randall affronta il ladro e lo fa fuggire da casa sua, e la notte successiva propone alla famiglia di stare in hotel mentre lui si occupa di installare numerosi sistemi di sicurezza nell'abitazione. Per tutta la settimana passa le notti a sorvegliare la casa e questo lo porta a dormire sempre meno e ricominciare ad avere incubi. A lavoro viene continuamente distratto dagli allarmi di casa, e quando il padre di Malik lo va a trovare perché è dubbioso, come altri cittadini, del progetto che Randall sta approvando insieme al consigliere Wilkins, questi sembra ignorarlo. A casa Beth perde degli orecchini e Randall un paio di gemelli, e lui è sicuro che il ladro sia entrato nella loro camera, alimentando le sue ansie in vista di un'assemblea con i cittadini per il progetto, alla quale lui è ancora distratto e risponde con generiche promesse alle richieste della gente. Il padre di Malik se ne accorge, e venuto a sapere del tentato furto suggerisce a Randall di vedere un terapista, ma lui gli assicura che una delle sue corse lo farà stare meglio. Mentre fa il suo solito giro, salva una donna da un borseggio e questo gli permette di aumentare i propri consensi, ma lo stress accumulato nell'ultima settimana è troppo per tornare in ufficio. Fuggito a casa, Randall è vittima di un attacco d'ansia e chiama Kevin per farsi aiutare, il quale è a letto con una ragazza.

## Una settimana infernale. 2ª parte
Kevin riceve una chiamata da Sophie, che gli annuncia che la madre è morta. Kevin torna a Pittsburgh, dove si fa prendere dai ricordi della sua adolescenza e della sua relazione con Sophie: in particolare ricorda quando tornarono a casa per il compleanno di Rebecca, ma la madre si era persa la prima apparizione di Kevin in TV ne Il tempo della nostra vita. Kevin e Sophie vanno allora a trovare la madre della ragazza, Claire, che invece è una fan del ragazzo, e Kevin ne approfitta per chiedere alla donna di poter dare a Sophie l'anello appartenuto alla nonna per il matrimonio, essendo molto importante per lei, ma Claire gli dice che non se lo è ancora guadagnato.
Alla cerimonia Sophie ricorda Claire e come non avessero un rapporto ideale, ma anche di come fossero legate, e dopo il funerale mentre si trova in casa riceve una telefonata da Kevin che non ha avuto il coraggio di parlarle vedendola vicina al futuro marito. Sophie decide di andargli incontro e chiede a Kevin di farla scappare, e rivela all'uomo di come non sia sicura di sposare qualcuno di così poco legato al suo passato. Kevin la porta al falò in cui ricevette la notizia della morte di Jack, e i due ricordano come quella stessa sera andarono al cinema a vedere Will Hunting - Genio ribelle, senza riuscire a vedere il finale, e di come fino a quel giorno hanno entrambi mantenuto la promessa di non vedere la fine del film. Decidono di guardarlo insieme per la prima volta, ma prima che possa succedere qualcosa tra i due Sophie si fa riportare a casa, e Kevin va alla tomba di Claire confessando che desidera riconquistare Sophie, ma anche che è consapevole che non possa succedere. 
Kevin decide di andare a trovare Kate e Toby per distrarsi, ma i due non sono a casa ed hanno lasciato Madison per occuparsi di Audio. La mattina dopo Kevin riceve la telefonata di Randall mentre è a letto con Madison, e i due decidono di andare alla baita in montagna per alleviare lo stress dell'ultima settimana. Quando chiamano Kate per invitarla, lei dice ai fratelli di averne bisogno a sua volta, dato che il suo matrimonio è sul punto di frantumarsi.

## Una settimana infernale. 3ª parte
Kate continua la relazione con Mark, il commesso del negozio di dischi, e dopo un breve litigio Rebecca chiede alla figlia di conoscerlo meglio. I tre prendono un caffè insieme e Mark rivela di aver lasciato il posto al negozio, nascondendo un lato irascibile del suo carattere, e Kate ne rimane delusa. La coppia chiede a Rebecca di poter andare alla baita in montagna, e lei anche se titubante accetta, ma durante il viaggio dopo un attacco d'ira di Mark, Kate viene lasciata a piedi in mezzo alla strada. La ragazza chiama a casa nascondendo il fatto alla famiglia, ma Rebecca capisce che qualcosa non va e insieme a Kevin e Randall va a prenderla. Mark torna da Kate e le chiede scusa, riprendendo il viaggio insieme verso la baita.
Kate regala a Toby un weekend in un resort specializzato per famiglie con bambini ipovedenti, ma lui non se la sente di andare in quanto vive ancora nella speranza di poter donare la vista al figlio, e la tensione tra i due cresce. Kate invita allora Rebecca ad andare con lei, e al resort le due passano molto tempo insieme scoprendo le tecniche e gli strumenti che donano nuove possibilità ai bambini con disabilità alla vista. Kate parla con la madre delle difficoltà che Toby ha a relazionarsi con Jack, e Rebecca la aiuta portandola in piscina e dicendole di pretendere di più da Toby in quanto padre, ma anche che ha fiducia che la coppia riuscirà a passare questo momento. Rebecca parla a Kate delle sue visite con Randall, e Kate inizialmente è preoccupata, ma le due donne vanno al karaoke insieme per alleviare la tensione. Una volta a casa, Kate parla con Toby prima di riceve la telefonata di Kevin e Randall e insieme decidono di andare alla baita. Kate vorrebbe portare Jack con sé, ma Toby la convince a lasciarlo a casa con lui in modo da passare del tempo insieme.

## La baita
Nel passato, Jack e Rebecca convincono i bambini a fare una capsula del tempo da seppellire tutti insieme alla baita in montagna, e nella stessa giornata Jack rivela a Rebecca di avere un sogno: costruire una grande casa vicino alla baita in cui ritrovarsi con la futura famiglia allargata.
Mark e Kate arrivano alla baita, mentre Rebecca e i figli non riescono ad andare prima del giorno successivo per via dell'arrivo imminente di una tormenta. Kate e Mark hanno un pesante litigio perché il ragazzo rompe una delle tazze di Jack, e in preda ad un attacco d'ira chiude Kate fuori dalla baita, in mezzo al freddo e alla neve. Il mattino dopo Rebecca, Kevin e Randall arrivano e sembra tutto a posto, ma dopo poco i ragazzi trovano una finestra rotta e Kate che ha una ferita alla mano, e Mark confessa che ha chiuso fuori loro sorella e lei disperata è entrata rompendo il vetro, tagliandosi il palmo. Furiosi, i Pearson cacciano Mark, e Kate è traumatizzata dall'esperienza ma ha vicino la famiglia, che torna a casa. 
Randall, Kate e Kevin si preparano ad andare alla baita, e soprattutto Kate e Randall hanno paura a lasciare le rispettive famiglie. Toby si impegna con Jack, e quando il bambino non riesce ad inghiottire il pranzo lui riesce a gestire la situazione, ma si sente sempre più triste. Determinato a legare col figlio, inizia a giocare con lui e si diverte parlando della sua passione per Guerre stellari.
I gemelli arrivano alla baita e il meteo preannuncia l'arrivo di una tormenta, mandando via la corrente e lasciando Randall isolato dal sistema di sicurezza installato a Philadelphia mentre Kate è scollegata da Toby e il piccolo Jack, alimentando le loro ansie. Andati in città a fare provviste, Kate scopre della notte tra Kevin e Maddie, mentre una volta tornati a casa Kate e Randall rivelano al fratello dei problemi di memoria di Rebecca. Rimasto all'oscuro di tutto, Kevin si sente ancora una volta escluso dai fratelli e decide di uscire, e Randall ha l'idea di disseppellire la capsula del tempo fatta da bambini. Dentro i gemelli trovano il simbolo di come Kevin sia sempre stato in grado di aiutare entrambi i fratelli, e i tre fanno pace. Dentro la capsula trovano anche il disegno della casa fatto da Jack, e sono convinti che sia l'oggetto che il padre ha deciso di mettere nella capsula, ma nella scatola trovano anche un nastro in cui Jack ha registrato un messaggio destinato ai futuri figli: Kevin, Kate e Randall ascoltano per la prima volta dopo anni la voce del padre, che dice loro come sognasse di avere una grande casa tutti insieme con le loro famiglie, e di come Rebecca lo abbia sempre amato e sostenuto nonostante le sue insicurezze. I tre fratelli tornano a casa, e Randall accetta di andare in terapia per provare a risolvere i suoi problemi d'ansia.
Nel futuro, viene mostrato come Kevin ha costruito la casa dei sogni di Jack proprio accanto alla baita, ed è qui che la famiglia si riunisce per stare accanto all'anziana Rebecca, come mostrato al termine della stagione precedente.

## La terapia
Il giorno delle pagelle, Randall dà di matto per un ottimo voto e il padre gli insegna ad alleviare lo stress con la corsa, mentre Rebecca porta Kevin alla ricerca di una figurina di baseball per completare a sua collezione.
Randall va in terapia, ma convinto di conoscere già le risposte che cerca si mette sulla difensiva quando la psicologa gli dice di conoscere già la sua storia in quanto è un personaggio pubblico, e se ne va arrabbiato. A casa ha un confronto con Beth: la donna ha iniziato a prendere pillole per dormire e portarsi dietro uno spray al peperoncino, perché anche lei è scossa da quando il ladro è entrato a casa loro, ma non l'ha detto al marito in quanto aveva paura che lui crollasse poiché già visibilmente devastato. Randall accetta di tornare in terapia per il bene della famiglia. Kate dice a Toby che vuole che lui sia un padre migliore e tra i due cresce la tensione, quando lei va da Madison per discutere della notte che l'amica ha passato con Kevin questa riesce ad aiutare Kate. A casa Toby ha l'idea di trasformare il garage in una sala di musica per Kate e il bambino, e viene mostrato come questo porterà nel futuro Jack ad essere un musicista. Kevin va a Los Angeles e rivela alla madre di sapere delle visite, così decidono di fare un giro insieme per la città. Rebecca si fa portare a casa di Joni Mitchell, cosa che provò a fare assieme a Jack durante la loro prima visita a Los Angeles, e confessa al figlio di avere paura per i risultati degli esami e che desidera avere Kevin accanto, in quanto la sua leggerezza l'aiuterà a sopportare qualsiasi diagnosi. Gli esiti degli esami rivelano in Rebecca un probabile principio di Alzheimer.

## New York, New York, New York
L'episodio racconta di tre momenti diversi in cui la famiglia Pearson visita New York: durante l'infanzia dei gemelli, per fare visita al Kevin adolescente agli inizi della sua carriera di attore e per la prima del suo ultimo film.
Da bambini i Tre più grandi visitano la Grande Mela, e Rebecca ricorda le sue tante visite alla città durante l'infanzia con i suoi genitori. Jack non vuole essere inferiore al padre di Rebecca, ma si perde per la città e la moglie lo aiuta dicendogli che ora lei vuole stare col suo presente, cioè la sua famiglia, e chiede di andare al Metropolitan Museum of Art mentre Jack torna in hotel coi ragazzi. Date le disavventure della giornata non fa in tempo, allora Jack riesce a consolarla facendo tutti insieme un bel giro in carrozza a Central Park.
Kevin invita la famiglia a trovarlo il mese successivo alla rottura tra Kate e Mark, e la ragazza sceglie di non andare. Randall, Beth e Rebecca sono a cena con Kevin e Sophie, e il giovane attore organizza un appuntamento per la madre con il suo maestro di recitazione, al quale Randall è contrario. I due passano una bella serata e Rebecca prova nuovamente ad andare al Met, ma ha un ripensamento e rinuncia a visitare il museo.
Il giorno della prima Randall chiama i fratelli, annunciando loro che ha intenzione di mandare la madre ad un Studio clinico della durata di 9 mesi a St. Louis per trattare l'Alzheimer, e i due fratelli accettano di parlargliene tutti insieme. Rebecca si prepara per passare la sera insieme a Kevin e chiede al figlio di poter sfilare sul Red Carpet con lui, perciò Kevin dice al fratello di aspettare il giorno successivo per comunicare la loro decisione alla madre in modo da farle passare una serata spensierata. Randall accetta riluttante, ma quando quella sera Rebecca non ricorda di alloggiare all'Hotel Plaza lui le parla del trial, mettendole pressione e facendola scappare dalla serata. Kevin si infuria con lui, ed i due la ritrovano proprio al Metropolitan Museum intenta ad ammirare il Ritratto di Madame X, spiegando loro che si sta rendendo sempre più conto di come il suo tempo sta terminando e che vuole passare quello che le resta a fare tutto ciò che non ha potuto durante la sua vita, rifiutando il trial. Fuori dal museo Randall incolpa duramente Kevin, non solo per il rifiuto della madre ma anche per la loro vita dopo la morte di Jack, per la quale Randall ancora non si dà pace dopo più di 20 anni.

## Dopo l'incendio
L'episodio si presenta come un "What if..": La notte dell'incendio Randall convince il padre a non rientrare in casa, il quale non inalando il fumo sopravvive. Una volta al sicuro lo shock porta Rebecca a rivelare al marito di aver conosciuto William, il padre biologico di Randall, e di averlo tenuto nascosto alla famiglia per 17 anni. I due dicono la verità al ragazzo che va a conoscerlo con Jack, e da quel momento William entra di fatto nella vita dei Pearson, andando insieme a Jack ai gruppi di sostegno per curare le rispettive dipendenze e sviluppando un bel rapporto. Per stare vicino al padre appena ritrovato, Randall decide comunque di andare al college vicino casa al quale incontra Beth, e proprio grazie alla ragazza riesce a perdonare Rebecca. Tutti e tre i nonni sono presenti nelle fasi importanti della vita di Randall, dal matrimonio alla nascita delle figlie, e proprio lui si accorge in tempo del tumore di William riuscendo a farlo guarire. Arrivati al Ringraziamento in cui Randall e Jack notano le perdite di memoria di Rebecca, il racconto si interrompe: questa storia è infatti una risposta di Randall alla sua terapista, la quale gli ha chiesto come pensa che sarebbe andata la sua vita se lui avesse salvato Jack. La terapista capisce subito che questa storia perfetta è stata descritta da Randall per nascondere le sue reali paure, dunque l'uomo inizia a raccontare uno scenario diverso.
Dopo l'incendio e la rivelazione di Rebecca a Jack, i due litigano pesantemente e Randall li sente. Jack porta il figlio da William, il quale però decide di non avere un rapporto con lui e lo manda via. La menzogna di Rebecca porta Randall a decidere di studiare lontano da casa, alla Howard University, e Jack ricomincia a bere diventando scontroso con la moglie. Randall diventa professore, non comunica più con la famiglia e non ha mai una relazione duratura, riunendosi con loro solo per il matrimonio di Kevin ma rimanendo comunque distaccato soprattutto con Rebecca. Jack e Kevin hanno aperto insieme la Tre più grandi costruzioni, e Randall viene accusato dal fratello di non essere mai presente con la famiglia. William muore di tumore senza mai aver parlato col figlio e gli lascia in eredità le poesie che aveva scritto per lui e le notizie che aveva raccolto su Randall dopo averlo conosciuto da adolescente, ma l'uomo getta tutto nella spazzatura senza pensarci. Jack chiama Randall, rivelandogli dell'Alzheimer di Rebecca, e lui si precipita immediatamente dai genitori per fare pace con sua madre. A questo punto Randall termina il racconto.
La dottoressa spiega a Randall che in entrambi i racconti, così come nella sua vita attuale, lui è convinto che i suoi problemi siano dovuti alla tragica perdita di entrambi i suoi padri, ma in realtà tutto è dovuto al complicato rapporto di Randall con le sue due madri: non solo quella biologica è morta poco dopo la sua nascita, ma la terapista fa notare all'uomo che in entrambe le versioni della storia tutto parte con Rebecca che confessa la sua bugia su William, segno che Randall porta ancora dei rancori per la cosa verso la madre. Quella sera, Randall chiama Rebecca rinfacciandole di essere rimasto vicino casa al college solo per starle accanto, oltre al fatto di avergli mentito riguardo William, e le dice di andare al trial clinico. La donna accetta.

## Sconosciuti. 2ª parte
A inizio puntata vengono mostrati un fantino intento a domare un cavallo imbizzarrito con l'aiuto della figlia adolescente, seguito da una ragazza che lavora in una galleria d'arte ma deve assentarsi per un'emergenza. Nel futuro Jack e Lucy stanno aspettando un figlio, e quando la donna deve andare in ospedale per partorire la coppia scopre che si tratta di una bambina.
Durante il primo compleanno dei Tre più grandi, Rebecca e Jack si rattristano per Kyle, il terzo gemello che persero durante il parto, e vanno a trovare il dott.K per farsi dare una delle sue classiche perle di saggezza. L'uomo racconta alla coppia che la loro vita, come quella dei bambini, sarà caratterizzata da momenti di estrema tristezza e di altrettanta gioia, e che questi fanno parte della vita anche se provocano in tutte le persone dei dubbi e momenti di difficoltà.
Per il primo compleanno del piccolo Jack la famiglia si riunisce e Rebecca rivela che prenderà parte al trial clinico voluto da Randall, lasciando sbigottiti i parenti che fino a poco tempo prima l'avevano vista sicura di restare a casa con la famiglia. Kate e Toby se ne vanno dalla festa per andare in ospedale nel reparto in cui veniva tenuto Jack dopo la nascita, e qui la coppia decide di voler dare al figlio un fratello, ma dato che Kate non può avere altri figli decidono di adottarne uno. Nel futuro vediamo Hailey, la ragazza della galleria d'arte, raggiungere Jack e Lucy in ospedale con la bambina appena nata e scopriamo che è proprio la sorella adottiva del ragazzo. Jack dice alla sorella che hanno deciso di chiamare la bambina Hope. Il fantino si rivela essere in realtà il ginecologo di Madison, la quale è sorprendentemente rimasta incinta di Kevin dato che essendo stata bulimica non sembrava in grado di poter avere figli. A casa di Kate, Kevin scopre che Randall ha costretto la madre a trasferirsi a St.Louis contro la sua volontà, ed i due hanno un pesante litigio ma vengono interrotti da Maddie che arriva per dare la notizia della gravidanza a Kevin, il quale chiede di poter uscire dove trova il fratello, con cui riprende la discussione. Randall accusa Kevin dicendogli che in famiglia ha sempre interpretato uno dei suoi personaggi senza mai essere davvero responsabile di nulla, mentre Kevin rinnega il fratello maledicendo il giorno in cui Jack e Rebecca lo portarono a casa con loro. Una volta rientrato dice a Madison che è pronto a starle accanto perché desidera diventare padre, e lei gli risponde che aspetta due gemelli. Al termine della puntata si vedono Randall e Kevin insieme a vegliare su Rebecca, che versa in cattive condizioni di salute. I due figli di Kevin, un maschio e una femmina, entrano nella stanza e viene mostrata una fede alla mano di Kevin.